# あさ☀ダッシュ!
『あさ☀ダッシュ!』は、2016年3月28日から北陸放送（MROラジオ）で放送されている平日朝のローカルワイド番組。通称はあさダッシュ。
なお、番組名で使用される太陽のイラストは機種依存文字（絵文字）であり、アスタリスクや中黒で置き換えられることがある。

## 番組概要
2016年3月25日まで放送された『げつきんワイド!おいね★どいね』の午前の部（7:30 - 11:00）と同日まで7:00 - 7:30に放送されていた諸番組が合併する形で新たに誕生し、同年3月28日より放送を開始したローカルワイド番組。2018年10月15日までは月曜 - 水曜は『角野達洋のあさ☀ダッシュ!』、木・金曜は『長田哲也のあさ☀ダッシュ!』となっていた。
2018年10月15日に、2019年4月7日に行われた石川県議会議員選挙の長田に関しての出馬報道が出たことで、2018年10月12日放送分をもって事実上降板。10月18日より同局OBの西川章久が長田の担当曜日を引き継ぐ形で登場。またこれに伴い、番組タイトルも『あさ☀ダッシュ!』に変更になった。
2020年3月24日放送分をもって角野が翌月より東京支社への異動のため、降板。これにより番組開始時の出演者がすべていなくなることになった。
コーナー名や提供の読み上げは、定時ニュースの時間帯を除き、生放送で読み上げる方式ではなく事前に収録されたものが多く使われており、これが番組の特徴ともなっている。

## 放送時間
日本標準時（JST）。
- 放送開始 - 2018年9月28日：月曜日 - 金曜日 7:00 - 11:00
- 2018年10月1日 - 2020年3月27日：月曜日 - 金曜日 7:00 - 11:41
- 2020年3月30日- 2022年3月25日：月曜日 - 金曜日 8:30 - 11:41
- 2022年3月28日-2023年3月31日：月曜日 - 金曜日 8:30 - 12:00
- 2023年4月3日-：月曜日-金曜日8:30-11:40
  - 2020年春改編で7時台は『2st740』として分離（7:40 - 8:00、後述）[4]。

## 現在の出演者
2023年3月時点。MROアナウンサーは太字（放送時点）。
- 月曜・火曜 - 石橋弘崇[5]・冨優香子[6]（2020年1月6日 - ）
- 水曜・木曜 - 牛田和希[7]・原田幸子[8]（2021年3月31日 - ）
- 金曜 - 西川章久[9]・大木文香[10]

リポーター
- 今村恭子（兼六園どっから来たが〜、火曜）
- 道下彩加（兼六園どっから来たが〜、水曜）
- 田中雅恵（兼六園どっから来たが〜、木曜）
- 丸一都美（丸ちゃんの外で見つけた丸一つ・兼六園どっから来たが〜、金曜）

北陸ネット3県ポン
- 上野透・粟島佳奈子（いずれも北日本放送アナウンサー）
- 岩本和弘（福井放送アナウンサー）、岩本紀美子

その他
- 玉州（ねたのたね・玉州の来週の運勢）

## 過去の出演者
パーソナリティ
| 期間       | 期間       | 男性       | 男性     | 男性     | 男性     | 女性       | 女性       | 女性       | 女性       |
| 期間       | 期間       | 月曜・火曜 | 水曜     | 木曜     | 金曜     | 月曜・火曜 | 水曜       | 木曜       | 金曜       |
| ---------- | ---------- | ---------- | -------- | -------- | -------- | ---------- | ---------- | ---------- | ---------- |
| 2016.3.28  | 2018.3.30  | 角野達洋   | 角野達洋 | 長田哲也 | 長田哲也 | 上坂典子   | 上坂典子   | 川瀬裕子   | 川瀬裕子   |
| 2018.4.2   | 2018.10.12 | 角野達洋   | 角野達洋 | 長田哲也 | 長田哲也 | 西尾知亜紀 | 西尾知亜紀 | 大木文香   | 大木文香   |
| 2018.10.15 | 2018.12.28 | 角野達洋   | 角野達洋 | 西川章久 | 西川章久 | 西尾知亜紀 | 西尾知亜紀 | 大木文香   | 大木文香   |
| 2019.1.7   | 2019.6.28  | 角野達洋   | 角野達洋 | 西川章久 | 西川章久 | 西尾知亜紀 | 坐間妙子   | 大木文香   | 大木文香   |
| 2019.7.1   | 2019.12.27 | 角野達洋   | 角野達洋 | 西川章久 | 西川章久 | 西尾知亜紀 | 坐間妙子   | 保坂友美子 | 保坂友美子 |
| 2020.1.6   | 2020.3.27  | 角野達洋   | 牛田和希 | 西川章久 | 西川章久 | 冨優香子   | 竹村りゑ   | 保坂友美子 | 保坂友美子 |
| 2020.3.30  | 2021.3.26  | 牛田和希   | 沼田憲和 | 西川章久 | 西川章久 | 冨優香子   | 入江美寿々 | 竹村りゑ   | 保坂友美子 |
| 2021.3.29  | 2022.2.25  | 牛田和希   | 石橋弘崇 | 石橋弘崇 | 西川章久 | 冨優香子   | 原田幸子   | 原田幸子   | 保坂友美子 |
| 2022.2.28  | 2022.3.25  | 牛田和希   | 石橋弘崇 | 石橋弘崇 | 西川章久 | 冨優香子   | 原田幸子   | 原田幸子   | 入江美寿々 |
| 2022.3.28  | 2023.2.24  | 石橋弘崇   | 牛田和希 | 牛田和希 | 西川章久 | 冨優香子   | 原田幸子   | 原田幸子   | 入江美寿々 |
| 2023.2.27  | 現在       | 石橋弘崇   | 牛田和希 | 牛田和希 | 西川章久 | 冨優香子   | 原田幸子   | 原田幸子   | 大木文香   |

リポーター
- 久保田修平（兼六園どっから来たが〜、水曜）

北陸ネット3県ポン
- 木下一哉（元北日本放送アナウンサー、 2016年4月 - 2021年3月）
- 陸田陽子（元北日本放送アナウンサー、 2016年4月 -2017年3月・2019年4月 - 2021年3月）
- 山下千晴（北日本放送アナウンサー、2017年4月 - 2019年3月）
- 小林淳子（元北日本放送アナウンサー、2021年4月 - 2022年9月）
- 前田智宏（元福井放送アナウンサー、2016年3月 - 2018年3月）

北陸新幹線で行く!いい旅ラジオ旅
- 中澤佳子（信越放送アナウンサー）・根本豊（いずれも2016年3月 - 2017年3月、第1水曜）
- 小林淳子（元北日本放送アナウンサー、第3水曜）
- 丸一都美（第4・第5水曜）

その他
- 重原佐千子（ぱっくんローソンラボ）
- 秋本和美（まごころで健康を アルプモーニングスマイル）

## タイムテーブル
現在のコーナーの詳細は、公式サイトの「番組内容」を参照。太字はネット番組。

### 現在
2020年3月30日 -
- 8:30 オープニング
- 8:35 交通情報
- 8:40 今日は何の日
- 9:00 ニュース&ウェザー
- 9:10 あんたさんどう思うけ
- 9:20 丸ちゃんの外で見つけた丸一つ（金曜）
- 9:30 今夜の一品
- 9:50 氷川きよし 限界突破RADIO（文化放送）
- 10:00 MROニュース
- 10:05 石川お天気ネット
- 10:10 ねたのたね
- 10:35 北陸ネット3県ポン（月曜）・外の様子はどうじゃないな（火曜 - 金曜）
- 11:00 ニュース&ウェザー
- 11:05 ランチリクエスト（企画ネット番組）
- 11:20 はぴねすくらぶラジオショッピング
- 11:40 交通情報
- 11:45 午後から天気

### 過去
ここでは、2020年春の改編前に放送されたタイムテーブルを記載する。★印は改編後に単独番組へ移行した番組（前述の時間帯以外の番組を含む。放送時間が異なる番組は別途記載）。
- 7:00 オープニング・MROニュース
- 7:06 天気予報
- 7:10 ★お早う!ニュースネットワーク（ニッポン放送）
- 7:25 ★新行市佳のいってらっしゃい（ニッポン放送）
- 7:30 MROニュース
- 7:35 天気予報
- 7:45 交通情報・交通取締情報
- 7:55 MROニュース
- 8:00 ★話題のアンテナ 日本全国8時です（TBSラジオ）
- 8:15 ★まごころで健康を アルプモーニングスマイル
  - このコーナーは、北日本放送の『KNBモーニングすくらんぶる』でも放送される（月曜 - 金曜 8:25 - 8:30[12]）。
- 8:20 交通情報・交通取締情報
- 8:50 ★武田鉄矢・今朝の三枚おろし（文化放送、改編後は8:20 - 8:30に放送）
- 9:52 ★ENEOSプレゼンツ あさナビ（ニッポン放送、改編後は7:00 - 7:10に放送）

## 主なコーナー

### 現在のコーナー
今日は何の日
- 今日の記念日や今日、過去に起きたできこと、その日の誕生日の人などその日にまつわるエピソードを紹介。

あんたさんどう思うけ〜
- リスナーからのメッセージ紹介コーナーで、金沢弁で「あなたどう思うの」という意味。。旧コーナー名は「ちょっと聞いてま〜」（金沢弁で「ちょっと聞いてよ」という意味）。

今夜の一品
- 日替わりで市場関係者などが青果市況と旬の素材を使ったレシピを紹介。

いしかわお天気ネット
- 石川県内各地の天気予報に加えて、日替わりで登場する個性的なレギュラー出演の一般人による県内各地の暮らしの便りというような内容の電話リポートもある。

丸ちゃんの外で見つけた丸一つ
- リポーターの丸一都美が外で見つけた丸いものの情報やその秘密を伝える。

ねたのたね
- ゲストを招いてのトークコーナー。金曜日には「玉州の来週の運勢」がある。このコーナーはラジオクラウドでも配信される。

北陸ネット3県ポン
- 北日本放送（KNBラジオ）・福井放送（FBCラジオ）との共同企画番組。詳細は当該項目を参照。

兼六園どっから来たが〜
- リスナー参加型のクイズコーナー。タイトルの「どっからきたが」は「どこから来たの」の金沢弁。リポーターが兼六園で出会った人の1人が出身都道府県にまつわるヒントを出して当てるもの[13]。電話で参加して回答する形式となっている。このコーナーはラジオクラウドでも配信される[13]。2020年4月以降はコーナーを休止し、「外の様子はどうじゃいな～」という兼六園などからのリポートコーナーに変更された。

ランチリクエスト
- リスナーからのリクエストコーナー。2018年10月から『Twin Wave』内で放送されたコーナーが当番組に移動して放送されている。

### 過去のコーナー
金曜日のお客様
- 毎週金曜日に放送されるゲストとのトークコーナー。川瀬の降板に伴い終了。

ぱっくんローソンラボ
- 石川県内のローソンで展開されるキャンペーンや新商品の情報を紹介。「ぱっくんローソン マチカフェ本多町店」を経てこのコーナー名となった。2018年3月で終了。

北陸新幹線で行く!いい旅ラジオ旅
- 北陸新幹線沿線のラジオ局4社による共同企画コーナー。2019年4月の番組改編に伴い、『おいね★どいね』の水曜15時台（15:50 - 16:00）に放送時間を変更している。

新幹線でGO!
- 北陸新幹線沿線の観光情報を伝える。水曜日に放送される『北陸新幹線で行く!いい旅ラジオ旅』と違って、MRO独自によるコーナー。2018年3月で終了。

## 2st740
2020年春の改編に伴い、7時台に『2st740』を新設。番組名の読み方は放送時には特に読み上げられていない。ニュース、交通情報、天気予報がコーナー設定されている。
放送時間
- 月曜 - 金曜 7:40 - 8:00[4]

パーソナリティ
- 月曜・火曜：石橋弘崇
- 水曜・木曜：牛田和希
- 金曜：入江美寿々